# Craig Gardner
Craig Gardner (n. 25 noiembrie, 1986 în Solihull, Anglia) este un jucător englez de fotbal care evoluează pe postul de mijlocaș central pentru clubul Birmingham City. A sosit la Birmingham în ianuarie 2009.